# Hanswerner Dellweg
Hanswerner Dellweg (amtlich: Johann Werner) (* 19. Februar 1922 in Aschaffenburg; † 29. November 2017 in Engelskirchen) war ein deutscher Brauwissenschaftler und einer der Pioniere in der Biotechnologie. Er war von 1968 bis zum 31. März 1989 wissenschaftlicher Direktor des Instituts für Gärungsgewerbe und Biotechnologie.

## Leben
Ab 1940 studierte Dellweg Chemie an den Universitäten Köln und Frankfurt am Main. 1941 wurde er zur Wehrmacht rekrutiert, sein Studium konnte er deshalb erst 1947 in Heidelberg fortsetzen, als er aus französischer Kriegsgefangenschaft freikam.
An der Universität Heidelberg dissertierte er 1952 mit einer Arbeit über Nucleinsäuren: Ein Jahr vor Aufdeckung der Doppelhelix-Struktur von DNS isolierte er die Desoxinucleoside aus roher DNS, stellte sie präparativ dar und untersuchte ihr Verhalten im Stoffwechsel von Bakterien.
1967 wurde Dellweg auf den Lehrstuhl für Gärungstechnologie der TU Berlin berufen und zum ordentlichen Professor ernannt. Im gleichen Jahr wurde er zum Leiter des Forschungsinstituts für Gärungswissenschaften des Instituts für Gärungsgewerbe bestellt.
Dellwegs Sohn Thomas (* 1945) ist Geschäftsführer der Deutschen Hefewerke und war zeitweise Vorsitzender des Deutschen Verbands der Hefeindustrie.

## Schriften (Auswahl)
- Biotechnologie verständlich. Springer, 1994, ISBN 3-540-56900-6
- Die Geschichte der Fermentation – Ein Beitrag zur Hundertjahrfeier des Instituts für Gärungsgewerbe und Biotechnologie zu Berlin. in: Festschrift: 100 Jahre Institut für Gärungsgewerbe und Biotechnologie zu Berlin 1874–1974. Berlin 1974
- Hefestoffwechsel in der Sicht des Brauers. In: Tageszeitung für Brauerei 19. Dezember 1968
- Photochemie und Photobiologie der Nucleinsäuren. Frankfurt/Main 1966

Herausgeberschaften
- Biotechnology (a comprehensive treatise in 8 volumes / ed. by H.-J. Rehm and G. Reed )  Vol. 3. ISBN 978-3-527-25765-2
- Römpp-Lexikon Biotechnologie 1992 ISBN 978-3-13-736401-6

## Ehrungen
- 1975 wurde er zum auswärtigen Mitglied der Finnischen Akademie der technischen Wissenschaften
- 1982 erhielt er die Große Goldene Delbrück-Denkmünze